# 서풍
서풍(西風)은 서쪽에서 불어 동쪽으로 나아가는 바람이다.

## 문학
유럽 전통에 따르면 서풍은 일반적으로 방향성 바람 가운데 가장 온화하고 가장 순조로운 바람으로 간주된다. 그리스 신화에서 제피로스는 서풍을 인격화한 것으로, 가벼운 봄, 초여름의 산들바람을 가져다주는 존재이다. 이집트 신화에서 후차이(Ḥutchai)는 서풍의 신이다. 뱀의 머리를 지닌 인물로 묘사된다. 이로쿼이 연맹 전통에서 서풍은 검은 표범이 가져다준 것으로 간주된다.

## 같이 보기
|      | 북풍 |      |
| 서풍 |      | 동풍 |
|      | 남풍 |      |

- 편서풍